# Jesus Loves his Children
Jesus Loves his Children è il quarto EP dei Not Moving, pubblicato dalla casa discografica Spittle Records nel 1987.

## Tracce
Lato A
1. I Want You
2. New Situations
3. Surfin' Dead Blues

Lato B
1. Spider
2. Break on Through